# 288478 Fahlman
288478 Fahlman è un asteroide della fascia principale. Scoperto nel 2004, presenta un'orbita caratterizzata da un semiasse maggiore pari a 2,8025151 UA e da un'eccentricità di 0,1813314, inclinata di 7,35340° rispetto all'eclittica.